# Филуса Хрисохус
Филу̀са Хрисоху̀с (на гръцки: Φιλούσα Χρυσοχούς) е село в Кипър, окръг Пафос. Според статистическата служба на Република Кипър през 2001 г. селото има 41 жители.
Намира се на 12 км югоизточно от Полис.